# El desquite de Yáñez
El desquite de Yáñez (italiano: La rivincita di Yanez) es una novela de aventuras del escritor italiano Emilio Salgari. Fue publicada en 1913.

## Trama
Assam, 1873. Sindhia ha logrado derrocar Surama del trono de Assam, y Yañez con un grupo de fieles ha tenido que huir para intentar una resistencia desesperada. Sandokán acude en ayuda de su amigo que se ha refugiado en una cloaca asediado por el usurpador.

## Títulos alternativos en español
- La Editorial Saturnino Calleja publicó El desquite de Yáñez en un volumen en 1922.
- La Editorial Saturnino Calleja publicó El desquite de Yáñez en un volumen en 1948.
- La Editorial Pirámide (México) publicó El desquite de Yáñez en dos tomos en 1955 (En los junglares de la India y La venganza de Yáñez).
- La Editorial Molino, dentro de su colección Salgari, publicó El desquite de Yáñez en un volumen en 1961.
- La Editorial GAHE (Madrid) publicó El desquite de Yáñez en un volumen en 1975.

- Datos: Q3823915